# Sentier de grande randonnée 21
Le sentier de grande randonnée 21 (GR 21) traverse le département de la Seine-Maritime (76) en Normandie.
Du Tréport à Étretat, il longe la Côte d'Albâtre, ensuite il entre dans les terres pour rejoindre Le Havre. Il se divise en deux parties : du Havre à Veulettes-sur-Mer (92 km) et de Veulettes-sur-Mer au Tréport (87 km), soit 179 km au total (environ 9 jours au rythme de 20 km par jour).
Les paysages sont très diversifiés, alternant entre la côte sauvage, avec ses falaises de calcaire, ses plages de galets, ses ports, et l'intérieur des terres cultivées où se côtoient de belles demeures, les forêts de hêtres, les pâtures avec leurs vaches normandes et les cultures typiques du Pays de Caux comme le lin, les céréales ou les pommes de terre.
Le sentier, bien balisé, traverse de nombreux villages permettant de se ravitailler. Le GR 21 peut sans difficultés s'emprunter dans les deux sens, de Dieppe jusqu'au Havre, ou l'inverse. Le GR 21 traverse de nombreux villages avec des commerces et des hébergements touristiques (campings, chambres d'hôtes, hôtels, etc.). Ce sentier est abordable pour la plupart des randonneurs, qu'ils soient expérimentés ou non. Les étapes et le nombre de kilomètres sont aisément ajustables aux capacités physiques de chacun. Les offices du tourisme fournissent des cartes de randonnée pour s'orienter.
Seul bémol, les falaises étant assez friables, le sentier emprunte assez peu le littoral (hormis entre Étretat et Fécamp, ainsi qu'entre Penly et le Tréport) et contient quelques portions sur routes et chemins goudronnés.

## Côte d'Albâtre

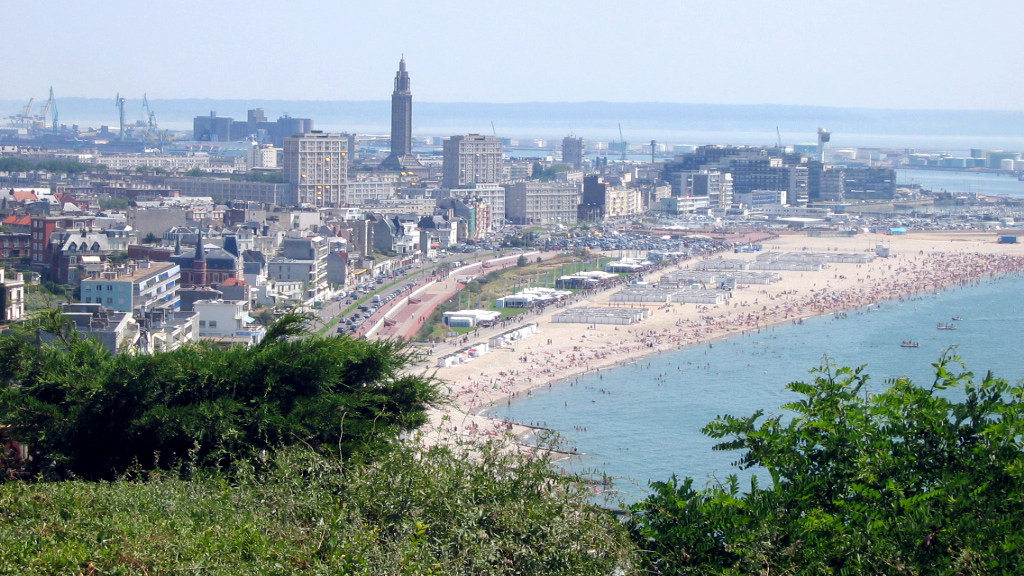
Le Havre Vue de la plage
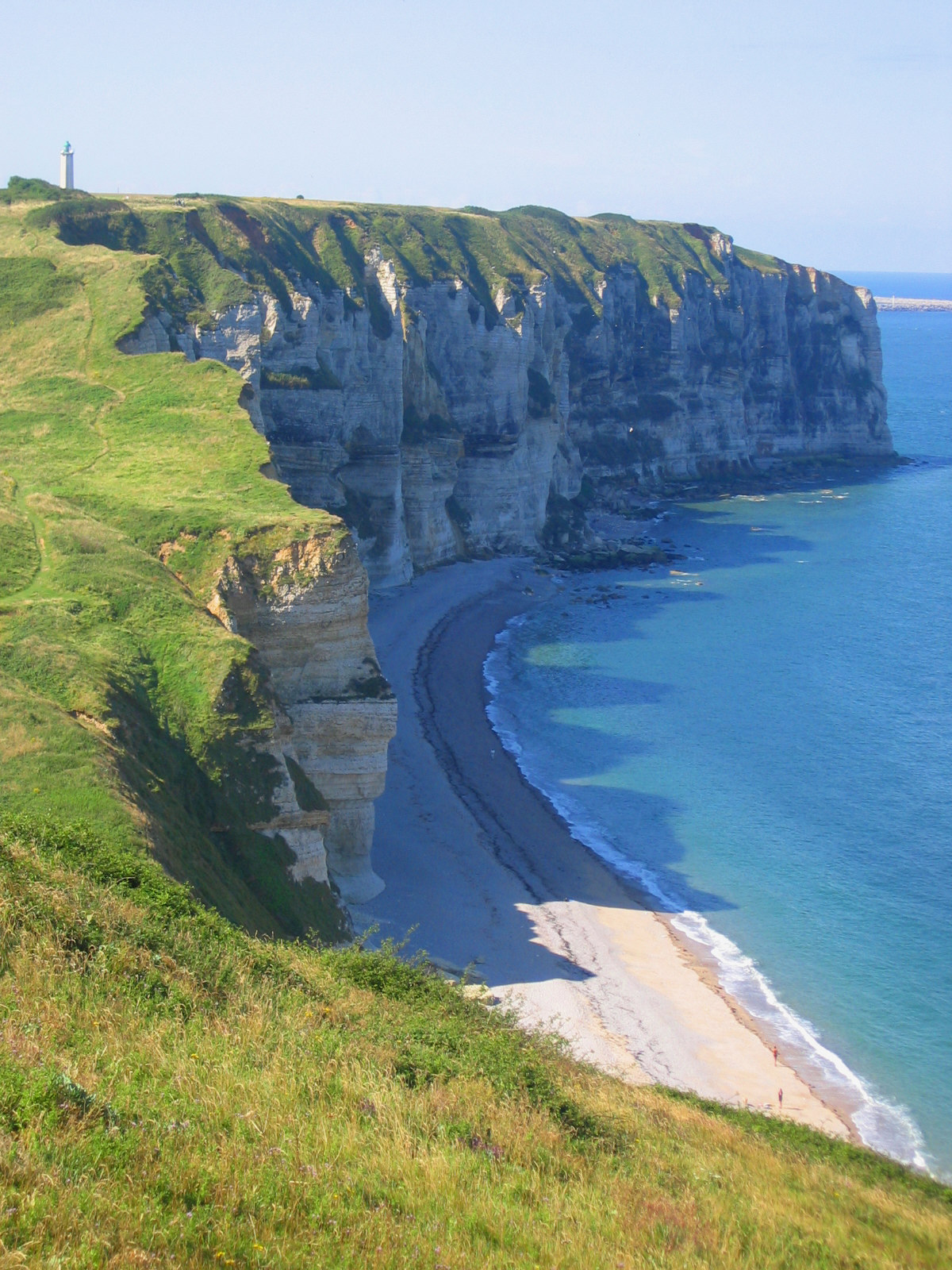
Le Tilleul Falaise de la Côte d'Albâtre
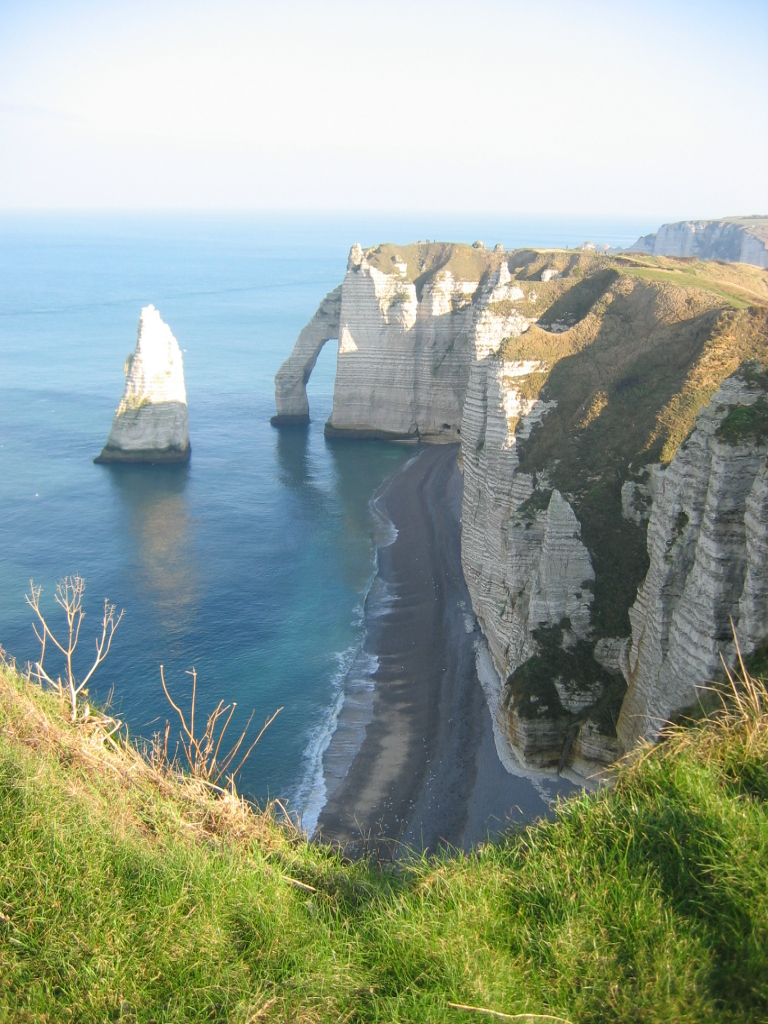
Étretat L'Aiguille et l'Arche
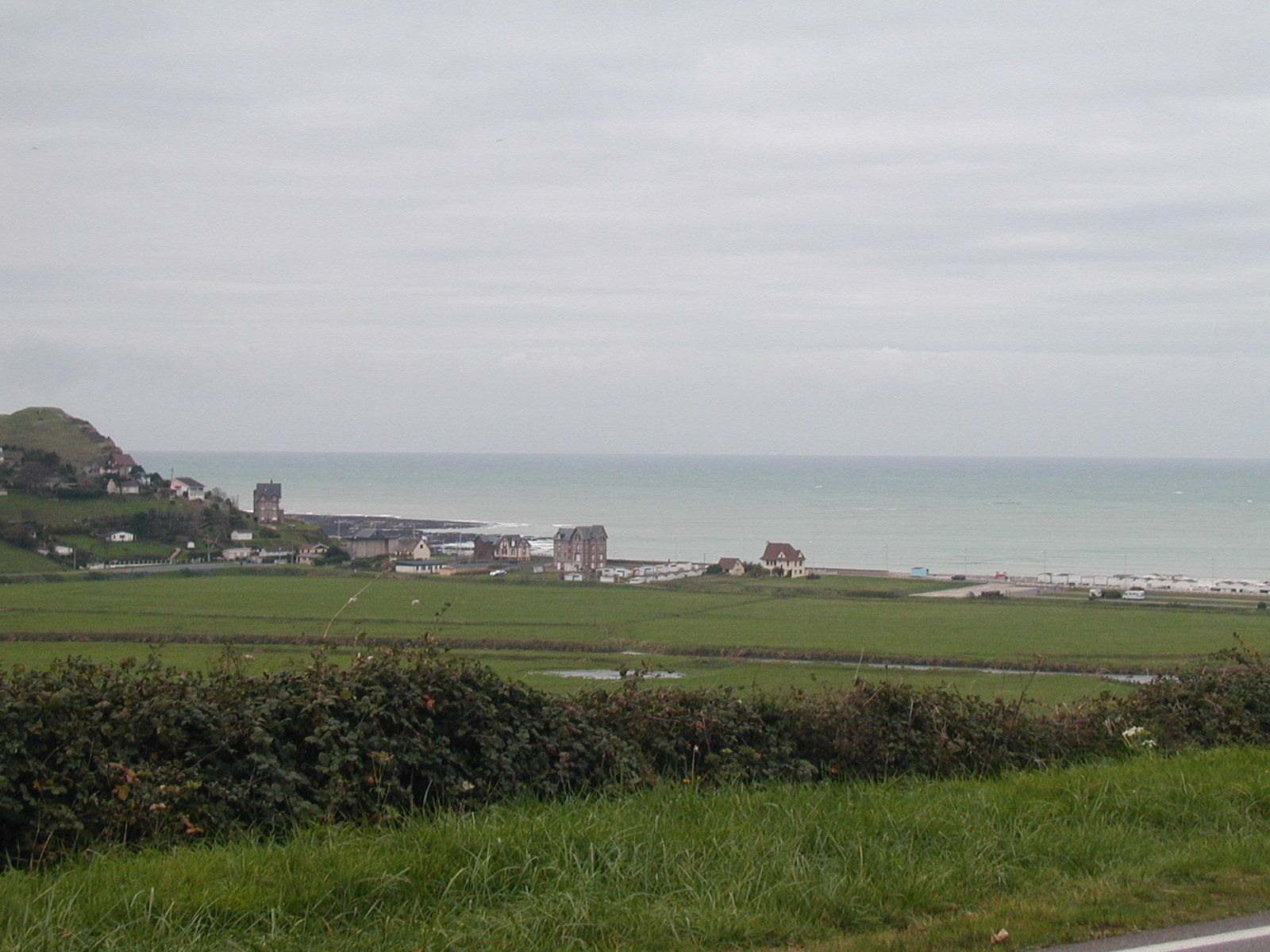
Veulettes-sur-Mer Vue de la vallée de la Durdent
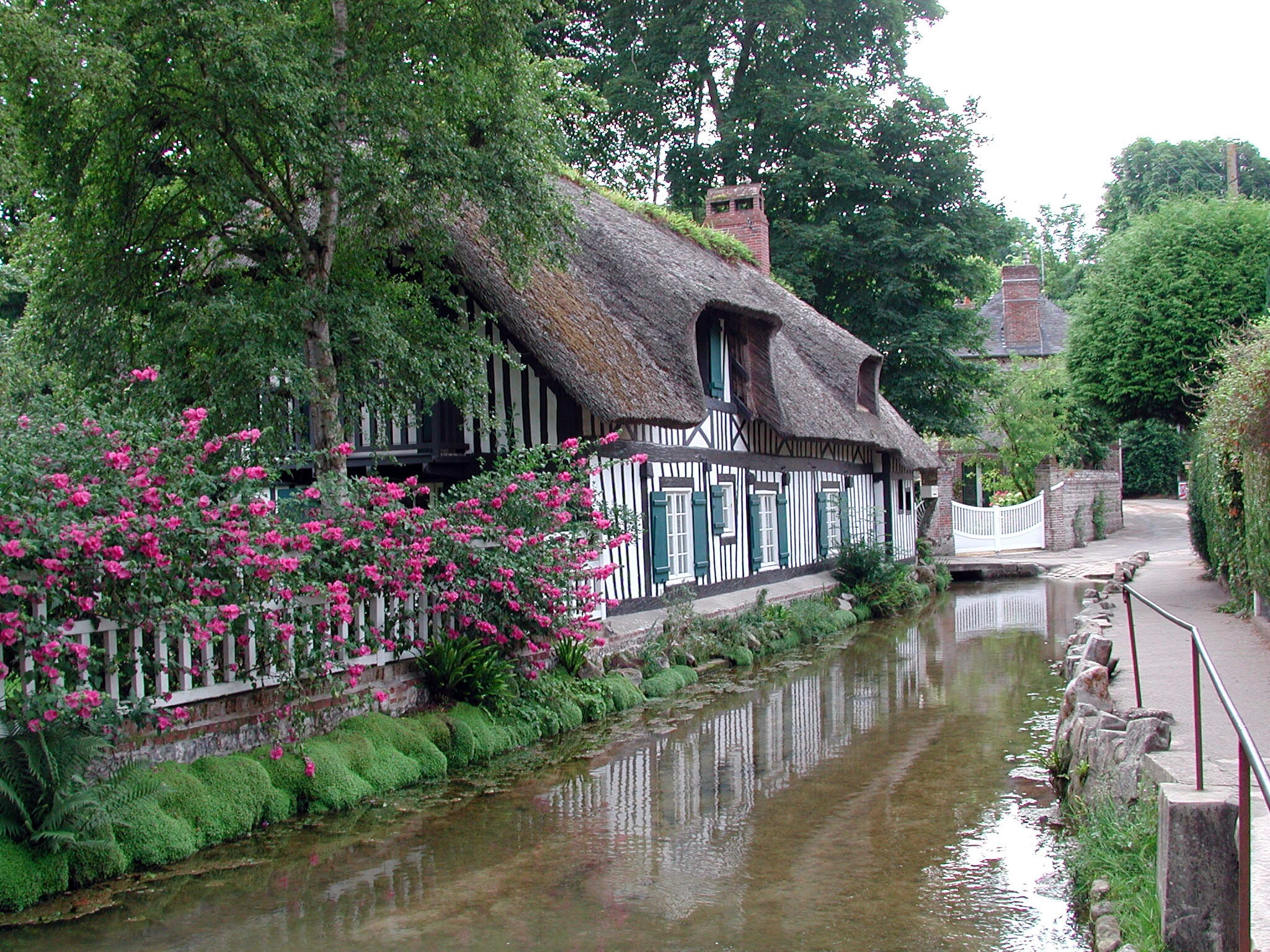
Veules-les-Roses L'abreuvoir
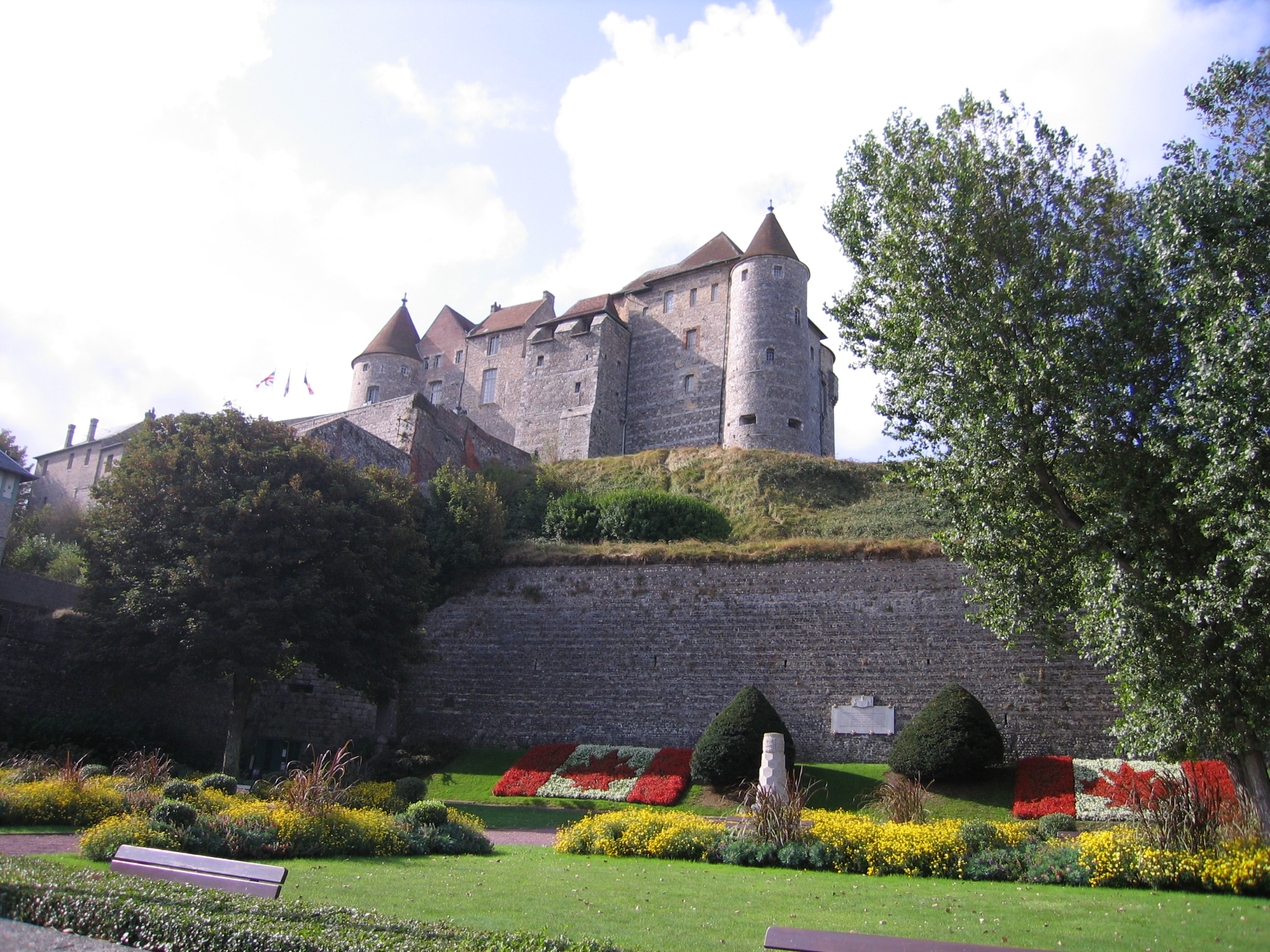
Dieppe Le château
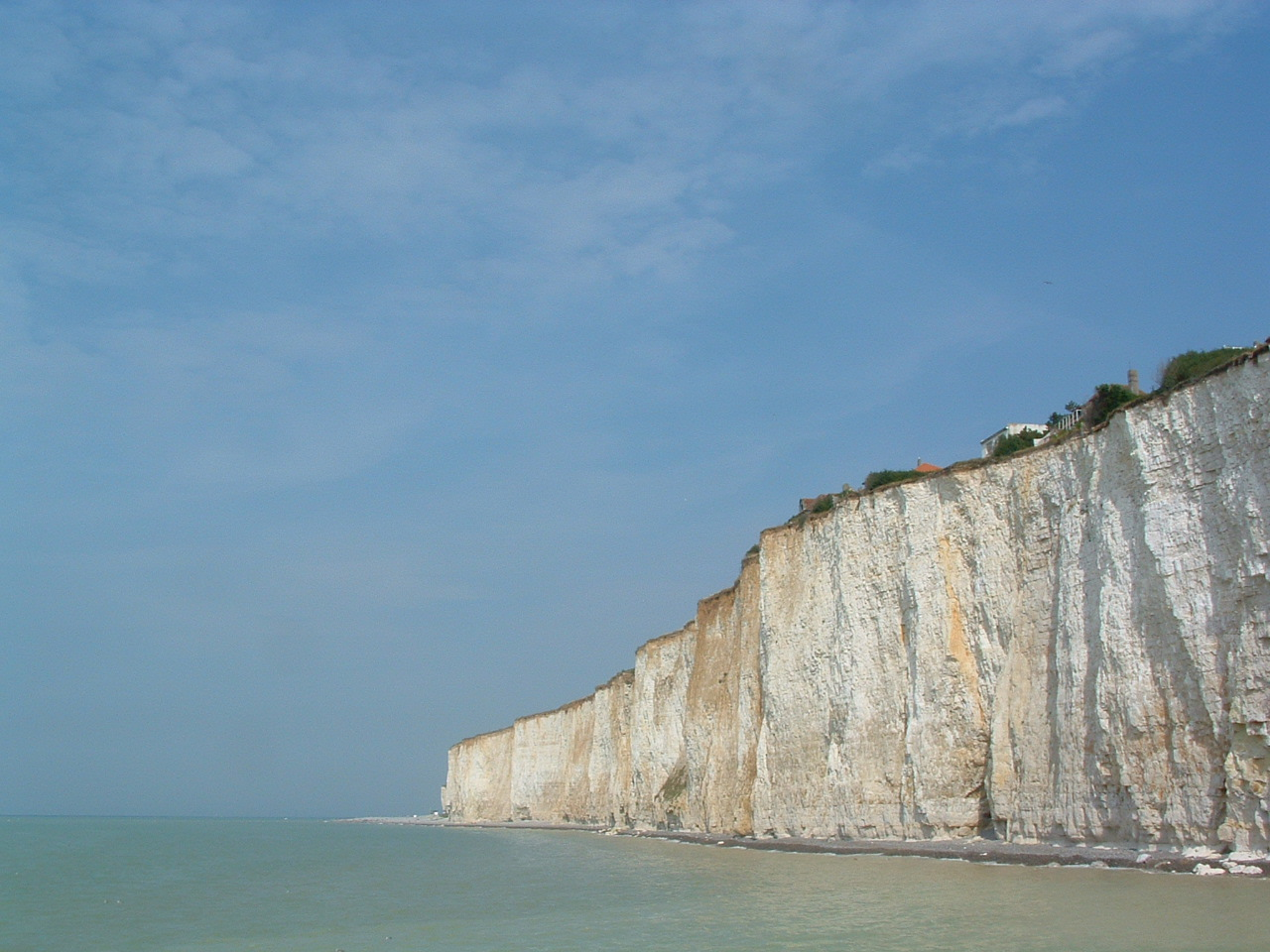
Criel-sur-Mer Falaises vues depuis la plage
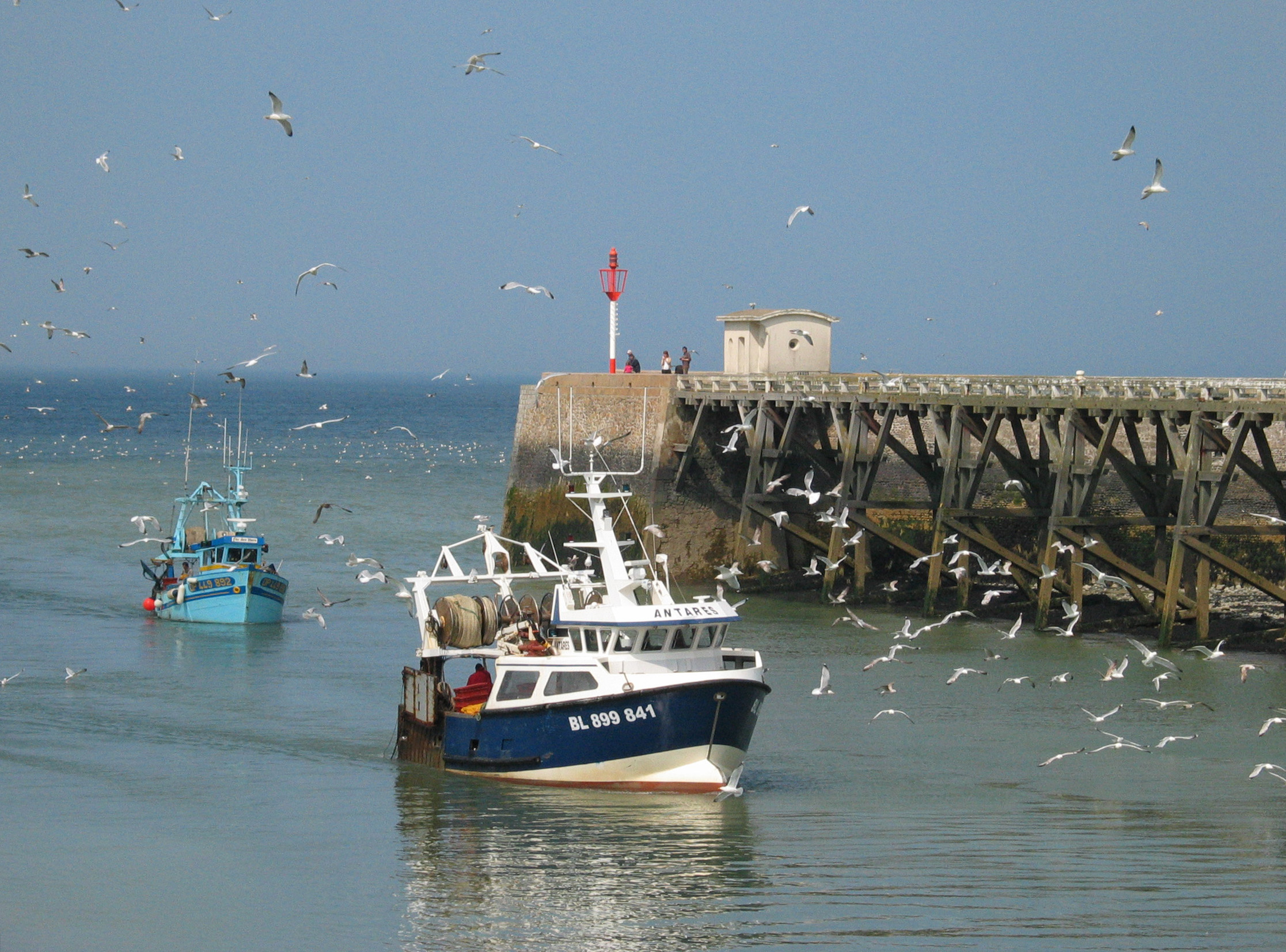
Le Tréport Retour des bateaux

## Parcours

Parcours du GR 21

- Le Havre
- Montivilliers
- Gonneville-la-Mallet
- Le Tilleul
- Étretat
- Fécamp
- Criquebeuf-en-Caux
- Saint-Pierre-en-Port
- Veulettes-sur-Mer
- Saint-Valery-en-Caux
- Manneville-ès-Plains
- Veules-les-Roses
- Sotteville-sur-Mer
- Saint-Aubin-sur-Mer
- Sainte-Marguerite-sur-Mer
- Varengeville-sur-Mer
- Dieppe
- Criel-sur-Mer
- Le Tréport